# بام روز
بام روز (بالإنجليزية: Pam Rose)‏ هي كاتبة غنائية ومغنية أمريكية، ولدت في القرن العشرين.